# 2015 na televisão
Nesta página encontram-se os fatos, estreias e términos sobre televisão que aconteceram durante o ano de 2015.

## Argentina

### Eventos

#### Março
- 9 de março — Durante as gravações do programa de TV Dropped, um acidente provocado por um choque entre dois helicópteros mata 10 pessoas, sendo dois pilotos, cinco da equipe de produção do programa e três atletas olímpicos franceses. O Comitê Olímpico Internacional decretou luto de 3 dias.

## Estados Unidos

### Eventos

#### Janeiro
- 11 de janeiro — NBC transmite os Prémios Globo de Ouro de 2015.
- 25 de janeiro — Os canais TNT e TBS exibem o 21.º evento dos Prémios Screen Actors Guild.[1]

#### Fevereiro
- 1 de fevereiro — NBC transmite o Super Bowl XLIX.[2]
- 10 de fevereiro — Jon Stewart anuncia que vai deixar o The Daily Show ao final deste ano. O Comedy Central anuncia que o programa continuará com apresentador Trevor Noah, a partir de 28 de setembro.
- 22 de fevereiro — ABC transmite a 87.ª edição do Oscar.[3]

#### Março
- 23 de março — James Corden se tornará o novo apresentador do The Late Late Show, sucedendo Craig Ferguson.[4]

#### Maio
- 20 de maio — David Letterman se aposentou da TV depois de 32 anos com a sua versão do Late Show da CBS após 22 temporadas (ele organizou a versão original do Late Night da NBC entre 1982-1993).[5] A nova versão do sucessor Stephen Colbert começará em 8 de setembro.[6]

#### Setembro
- 8 de setembro — Stephen Colbert assume o comando do programa The Late Show, substituindo David Letterman que se aposentou em maio.

### Programas

#### Janeiro
- 2 de janeiro — Termina Moyers & Company na PBS.[7]
- 3 de janeiro — Termina Huckabee no Fox News Channel.[8]
- 4 de janeiro — Estreia Galavant na ABC.[9]
- 6 de janeiro
  - Estreia Agent Carter na ABC.[9]
  - Estreia a 6.ª e última temporada de Cougar Town no TBS.[10][11]
  - Estreia a 3.ª temporada de The Haves and the Have Nots no Oprah Winfrey Network.[10]
  - Estreia a 6.ª temporada de Switched at Birth no ABC Family.[10]
- 7 de janeiro
  - Estreia Empire na Fox.[12]
  - Estreia Hindsight no VH1.[10]
  - Estreia a 3.ª temporada de Love Thy Neighbor no Oprah Winfrey Network.[10]
- 9 de janeiro
  - Estreia a 6.ª e última temporada de Glee na Fox.
  - Estreia a 3.ª temporada de Cold Justice na TNT.
- 11 de janeiro — Estreia Togetherness na HBO.[13][14]
- 12 de janeiro — Estreia Little Charmers nos canais Nickelodeon e Nick Jr..[15]
- 19 de janeiro — Estreia The Nightly Show with Larry Wilmore na Comedy Central.[16]
- 20 de janeiro — Estreia a 6.ª temporada de Justified no FX.[17]
- 22 de janeiro
  - Estreia Backstrom na Fox.[12]
  - Termina A to Z na NBC.[18]
  - Termina Bad Judge na NBC.[18]
- 29 de janeiro
  - Termina The McCarthys na CBS.[19]
  - Termina Parenthood na NBC.[20]

#### Fevereiro
- 1 de fevereiro — A NBC exibe o episódio especial de The Tonight Show Starring Jimmy Fallon, ao vivo direto do Arizona.
- 4 de fevereiro — Estreia Fresh Off the Boat na ABC.[21]
- 5 de fevereiro — Estreia Allegiance no NBC.[22]
- 8 de fevereiro — Estreia Better Call Saul no AMC.[23]
- 13 de fevereiro — Termina Constantine na NBC.[24]
- 17 de fevereiro
  - Termina About a Boy na NBC.[24]
  - Termina Marry Me na NBC.[24]
- 18 de fevereiro — Termina The Mentalist na CBS.[25]
- 19 de fevereiro
  - Termina Two and a Half Men na CBS.[26]
  - Estreia The Odd Couple na CBS.[26]
- 24 de fevereiro — Termina Parks and Recreation na NBC.[27]

#### Março
- 1 de março
  - Estreia O Último Cara da Terra na Fox.
  - Estreia Battle Creek na CBS.[28]
  - Estreia Secrets & Lies na ABC.[29]
- 4 de março
  - Vai ao ar na TBS o especial Conan in Cuba.
  - Estreia CSI: Cyber na CBS.[28]
- 5 de março
  - Termina Allegiance no NBC.[30]
  - Estreia American Crime na ABC.[29]
  - Estreia Dig no USA Network.[31]
- 6 de março — Termina The Queen Latifah Show em Syndication.[32]
- 15 de março — Estreia The Royals no E!.[33]
- 16 de março — Termina Eye Candy na MTV.[34]
- 17 de março — Estreia One Big Happy na NBC.[22]
- 20 de março
  - Termina Glee na Fox.[35]
  - Estreia Weird Loners na Fox.[12]
- 23 de março — Estreia The Late Late Show with James Corden na CBS.[4]
- 24 de março — Termina Kroll Show na Comedy Central.[36]
- 25 de março
  - Estreia Big Time in Hollywood, FL na Comedy Central.[37]
  - Termina Kickin' It no Disney XD.[38]
- 27 de março — Termina Hart of Dixie no The CW.[39][40][41]
- 29 de março — Termina a 5.ª temporada de The Walking Dead na AMC.
- 31 de março — Estreia Younger na TV Land.[42]

#### Abril
- 1 de abril — Termina Cougar Town no TBS.[43]
- 5 de abril — Estreia a segunda parte da 7.ª temporada de Mad Men na AMC.[44][45]
- 12 de abril
  - Estreia a 7.ª temporada e última temporada de Nurse Jackie no Showtime.
  - Estreia a 5.ª temporada de Game of Thrones na HBO.[46][47][48]
  - Estreia da 2.ª temporada de Silicon Valley na HBO.[46][47][48]
  - Estreia da 7.ª temporada e última de Nurse Jackie no Showtime.[49][50]
  - Estreia da 4.ª temporada de Veep na HBO.[46][47][48]
- 14 de abril — Termina Justified no FX.[51][52]

#### Maio
- 3 de maio — Termina a 1.ª temporada de O Último Cara da Terra na Fox.
- 4 de maio — Termina a 1.ª temporada de Gotham na Fox.
- 5 de maio — Termina a 4.ª temporada de New Girl na Fox.[10]
- 10 de maio — Termina a 4.ª e última temporada de Revenge na ABC.
- 11 de maio — Termina The Returned no A&E.[53]
- 14 de maio — Estreia Wayward Pines na Fox.[54]
- 17 de maio — Termina a segunda parte da 7.ª temporada de Mad Men na AMC.[44][45]
- 18 de maio
  - Termina The Following na Fox.[55]
  - Termina Stalker na CBS.[56]
- 19 de maio — Termina 19 Kids and Counting no TLC.[57]
- 20 de maio — Termina Late Show with David Letterman na CBS.[58]
- 24 de maio — Termina Battle Creek na CBS.[56]
- 28 de maio
  - Estreia David Duchovny Aquarius na NBC.
  - Estreia Aquarius na NBC.[59]
- 29 de maio — Termina Imus in the Morning na Fox Business Network.[60]

#### Junho
- 1 de junho — Estreia The Whispers na ABC.[61]
- 2 de junho — Estreia Stitchers na ABC Family.[62]
- 3 de junho
  - Estreia a 5.ª temporada de Strike Back no Cinemax.[63]
  - Termina a 6.ª e última temporada de Hot in Cleveland na TV Land.[64]
- 8 de junho
  - Estreia Sense8 na Netflix.
  - Estreia a 4.ª temporada de Major Crimes na TNT.[65]
  - Estreia a 2.ª temporada de Murder in the First na TNT.[65]
- 12 de junho — Termina Phineas e Ferb no Disney Channel.[66]
- 14 de junho — Estreia Humans no AMC.[67]
- 16 de junho
  - Estreia Proof na TNT.[68]
  - Estreia a 6.ª temporada de Rizzoli & Isles na TNT.[65]
  - Estreia Clipped no TBS.[69]
- 18 de junho — Estreia The Astronaut Wives Club na ABC.[70]
- 19 de junho — Estreia Killjoys no Syfy.
- 20 de junho — Estreia Michiko e Hatchin no Adult Swim.
- 21 de junho
  - Estreia Ballers na HBO.
  - Estreia The Brink na HBO.
  - Estreia a 2.ª temporada de The Last Ship na TNT.[65]
- 25 de junho — Estreia a 3.ª e última temporada de Under the Dome na CBS.[71][72]
- 28 de junho
  - Estreia a 5.ª e última temporada de Falling Skies na TNT.[65]
  - Termina a 7.ª temporada e última temporada de Nurse Jackie no Showtime.[73]
  - Termina Hulk and the Agents of S.M.A.S.H. no Disney XD.
- 29 de junho — Termina Aqua Teen Hunger Force no Adult Swim.[74]
- 30 de junho — Estreia Zoo na CBS.

#### Julho
- 15 de julho — Estreia The Jim Gaffigan Show na TV Land.[75]
- 16 de julho — Estreia Sex&Drugs&Rock&Roll no FX.[76]
- 23 de julho — Termina a 1.ª temporada de Wayward Pines na Fox.[77]
- 31 de julho
  - Termina Degrassi: The Next Generation no TeenNick.
  - Estreia Descendants no Disney Channel.
  - Estreia Cold Justice: Sex Crimes na TNT.[78]

#### Agosto
- 5 de agosto — Termina a 4.ª e última temporada de Melissa and Joey no ABC Family.[79]
- 6 de agosto — Termina The Daily Show with Jon Stewart na Comedy Central.[80]
- 16 de agosto — Estreia Show Me a Hero na HBO.[81]
- 25 de agosto
  - Estreia Public Morals na TNT.
  - Estreia a 2.ª temporada de Legends na TNT.[65]
- 30 de agosto — Termina a 5.ª e última temporada de Falling Skies na TNT.[82][83]

#### Setembro
- 3 de setembro — Termina Hannibal na NBC.[84]
- 6 de setembro — Termina a 2.ª temporada de The Last Ship na TNT.[85]
- 8 de setembro — Estreia Late Show with Stephen Colbert na CBS.[86]
- 10 de setembro — Termina a 3.ª e última temporada de Under the Dome na CBS.[87]
- 19 de setembro — Termina Sábado Gigante na Univision.[88]
- 20 de setembro — A Fox transmite a 67.ª edição dos Prémios Emmy do Primetime.[89]
- 21 de setembro
  - Estreia Life in Pieces na CBS.[90]
  - Estreia a 2.ª temporada de Gotham na Fox.[91]
- 22 de setembro — Estreia Scream Queens na Fox.[92][93]
- 27 de setembro
  - Estreia a 2.ª temporada de O Último Cara da Terra na Fox.
  - Termina CSI: Crime Scene Investigation na CBS.[94]
  - Estreia Quantico na ABC.
- 30 de setembro — Estreia Code Black na CBS.[95]

#### Outubro
- 11 de outubro — Estreia a 6.ª temporada de The Walking Dead no AMC.[96]
- 26 de outubro — Estreia Supergirl na CBS.[97]

#### A ser anunciado
- Termina Strike Back no Cinemax.[98]
- Estreia de Heroes: Reborn na NBC.[99]
- Estreia da nova temporada de The Tyra Banks Show na The CW.[100]

## França

### Eventos

#### Abril
- 8 de abril — O Grupo TV5Monde sofreu um ataque cibernético reivindicado pelo Estado Islâmico (EI). Segundo a emissora francesa, o EI interrompeu a distribuição de 11 canais disponíveis ao redor do mundo, das 22h às 5h da madrugada (horário de Paris). Com exceção de notícias da TV5Monde e da legendagem, as grades específicas dos programas desses canais já foram ou estão sendo restauradas à sua programação normal. Os sites de mídias sociais também ficaram fora do ar. A emissora, em comunicado, afirma, “Nenhuma mensagem ou ameaça prévia poderia ter previsto tal ataque”. Também consta no comunicado que especialistas acreditam que o ciberataque foi planejado há várias semanas, tendo em vista o alto nível de segurança dos dispositivos da TV5Monde.[101]
- 9 de abril — O governo francês anunciou que foram abertas investigações sobre o ataque cibernético reivindicado pelo Estado Islâmico (EI) no Grupo TV5Monde.[101]

### Programas

#### A ser anunciado
- Estreia de Sailor Moon Crystal no Canal J.

## Japão

### Programas

#### Janeiro
- 2 de janeiro — Estreia a 2.ª temporada do anime Durarara!!, na Tokyo MX, com previsão de 24 episódios.[102]
- 3 de janeiro — A NHK exibe o episódio especial do Nodojiman, em comemoração aos 70 anos no ar.
- 4 de janeiro
  - Estreia Hana Moyu na NHK, com previsão de 50 episódios.
  - A Fuji Television exibe o episódio especial de Domoto Kyodai.
- 7 de janeiro — Estreia Kantai Collection na Tokyo MX.
- 10 de janeiro
  - Estreia The Idolmaster Cinderella Girls na Tokyo MX.
  - Estreia Oniichan, Gaccha na Nippon Television.
  - A NHK exibe o 57.º episódio do AKB48 SHOW (o primeiro em 2015), onde são apresentados as performances do AKB48 e seus grupos-irmãs no 65.º Kouhaku Utagassen, transmitido na última noite de 2014, além de cenas de bastidores.
  - Estreia The Rolling Girls na Tokyo MX.
  - A BS SKY Perfect exibe o 4.º AKB48 Kouhaku Taikou Utagassen.
- 16 de janeiro — Estreia Ouroboros na TBS.
- 17 de janeiro — Termina a primeira parte da primeira temporada de Sailor Moon Crystal na NicoNico (Japão) e Crunchyroll (Brasil).
- 18 de janeiro — A NHK exibe o 8.º J-Melo Awards
- 19 de janeiro — Estreia a 4.ª temporada de Majisuka Gakuen na Nippon Television.
- 25 de janeiro
  - A Fuji Television exibe o especial de Chibi Maruko-chan.
  - Termina HappinessCharge Precure na TV Asahi.

#### Fevereiro
- 1 de fevereiro
  - A TV Asahi adia a estreia de Shuriken Sentai Ninninger para 22 de fevereiro, por conta da não exibição de ToQger (cujo episódio 46 foi transmitido na semana seguinte) em virtude do plantão jornalistico sobre a morte de Kenji Goto.
  - Estreia Go! Princess Precure na TV Asahi.
- 7 de fevereiro — Estreia a segunda parte da primeira temporada de Sailor Moon Crystal na NicoNico (Japão) e Crunchyroll (Brasil).
- 15 de fevereiro — Termina Ressha Sentai ToQger na TV Asahi.
- 22 de fevereiro — Estreia Shuriken Sentai Ninninger na TV Asahi.
- 28 de fevereiro — A NHK exibe o NHK Champion Taikai 2015 direto do NHK Hall.

#### Março
- 3 de março — A BS Sky Perfect transmite o último concerto do Berryz Koubou.
- 15 de março — A WOWOW exibe o concerto Legend "2015" ~Shinshun Kitsune Matsuri~, realizado por Babymetal em janeiro do mesmo na Saitama Super Arena.[103]
- 20 de março — Termina Ouroboros na TBS.
- 21 de março — A NHK exibe o Special Drama - Kouhaku Utagassen.
- 23 de março — Termina a 4.ª temporada de Majisuka Gakuen na Nippon Television.
- 24 de março — A NHK BS Premium exibe o episódio especial do AKB48 Show: "4 Anos do Desastre em Tohoku".
- 25 de março — Termina Kantai Collection na Tokyo MX.
- 28 de março
  - A NHK exibe o Masashi Sada's Midnight Talk Show.
  - Termina The Rolling Girls na Tokyo MX.
  - Termina Massan, 91.ª Asadora da NHK.
  - Termina Oniichan, Gaccha na Nippon Television.
  - Termina a 6.ª temporada (somado a 1.ª série) de Fairy Tail na TV Tokyo.
- 30 de março — Estreia Mare, 92.ª Asadora da NHK.

#### Abril
- 1 de abril — Reestreia Saint Seiya na TV Asahi.[104]
- 3 de abril - Estreia DanMachi na Tokyo MX.
- 4 de abril
  - Estreia Garo: Gold Storm - Sho na TV Tokyo.
  - Estreia AKB48 Tabishojo na Nippon Television.
  - Estreia a 7.ª temporada de Fairy Tail na TV Tokyo.
- 6 de abril
  - Estreia Sailor Moon na NHK BS Premium.[105]
  - Estreia Sailor Moon Crystal na Tokyo MX.
  - Estreia a 4.ª temporada do Nogibingo! na Nippon Television.
- 10 de abril — Estreia a 2.ª temporada de Knights of Sidonia na TBS.[106]
- 11 de abril
  - Termina a 1.ª temporada de The Idolmaster Cinderella Girls na Tokyo MX.
  - Estreia Saint Seiya: Soul of Gold na Bandai Channel.[107]
- 12 de Abril
  - Estreia Yamada-kun e as Sete Bruxas (Anime) na Tokyo MX e Crunchyroll.
  - Termina Nogizakkatte, Doko? na TV Tokyo.

#### Maio
- 30 de maio — A NHK BS Premium reprisa o episódio 56 do AKB48 SHOW, com o HKT48.

#### Junho
- 6 de junho — A Fuji TV e BS SKY Perfect transmitem a 7.ª Eleição Geral do AKB48 e Sister Groups.
- 14 de junho
  - A NHK World exibe a primeira parte do J-Melo Anisong Special, com as presenças de Flow, Eir Aoi e Kalafina.
  - Começa a ser transmitido no Viki o filme Lírios Inocentes 2: Fim e Começo.
- 21 de junho - A NHK World exibe a segunda parte do J-Melo Anisong Special com a presença de LiSA.
- 22 de junho - Termina a 4.ª temporada do Nogibingo! na Nippon Television.
- 24 de junho — A TV Tokyo transmite o 2015 Tereto Ongakusai.
- 26 de junho
  - Termina a 2.ª temporada de Knights of Sidonia na Tokyo MX.
  - Termina DanMachi na Tokyo MX.
- 27 de junho
  - A TBS exibe o Ongaku no hi 2015.
  - Termina AKB48 Tabishojo na Nippon Television.
- 28 de junho
  - Termina Dragon Ball Kai na Fuji Television.
  - Termina Yamada-kun e as Sete Bruxas (Anime) na Tokyo MX e Crunchyroll.
- 30 de junho — A NicoNico exibe um evento especial com as atrizes do musical "Sailor Moon: Un Nouveau Voyage", além da maratona com os episódios 60 a 72 de Sailor Moon R.

#### Julho
- 1 de julho — A NicoNico exibe a maratona com os episódios 73 a 88 de Sailor Moon R.
- 2 de julho — A NicoNico exibe a maratona com os episódios 01 a 12 de Sailor Moon Crystal.
- 3 de julho — A NicoNico exibe a maratona com os episódios 13 a 14 de Sailor Moon Crystal.
- 4 de julho — A Nippon Television exibe o especial The Music Day.[108]
- 5 de julho
  - Estreia Dragon Ball Super na Fuji Television.
  - A Fuji Television exibe o 700.º episódio do anime One Piece.
  - Estreia Death Note (Live Action) na Nippon Television.
- 7 de julho — Estreia Monster Musume na Tokyo MX.
- 11 de julho — Estreia Dokonjo Gaeru na Nippon Television.
- 14 de julho — Estreia a 5.ª temporada do Nogibingo! na Nippon Television.
- 17 de julho — Estreia a 2.ª temporada de The Idolmaster Cinderella Girls na Tokyo MX.
- 18 de julho — Termina a 1.ª temporada de Sailor Moon Crystal na NicoNico (Japão) e Crunchyroll (Brasil).
- 29 de julho — A Fuji Television exibe o 2015 FNS Natsu no Uta Matsuri

#### Agosto
- 22 e 23 de agosto — A Nippon Television exibe a 38.ª Edição do 24-Hour Television.[109]
- 24 de agosto — Estreia a 5.ª temporada de Majisuka Gakuen na Hulu. A Nippon Television transmitirá um especial com os dois primeiros episódios.

#### Setembro
- 6 de setembro — A NHK BS Premium transmite a primeira parte do King Super Live 2015.
- 13 de setembro
  - A NHK BS Premium transmite a segunda e última parte do King Super Live 2015.
  - Termina Death Note (Live Action) na Nippon Television.
- 16 de setembro — A BS SKY Perfect transmite o 6.º Torneio Janken do AKB48 e Sister Groups.
- 19 de setembro
  - Termina a 2.ª temporada do AKB48 Show! na NHK BS Premium.
  - Termina Dokonjo Gaeru na Nippon Television.
- 21 de setembro — A Fuji Television exibe o telefilme Ano Hana.
- 23 de setembro — A TV Asahi exibe o Music Station Ultra Fes.
- 25 de setembro — Termina Saint Seiya: Soul of Gold na Bandai Channel.
- 26 de setembro — Termina Mare, 92.ª Asadora da NHK.
- 27 de setembro — Termina Kamen Rider Drive na TV Asahi
- 28 de setembro
  - Termina Utage! na TBS
  - Estreia Asa ga Kita, 93.ª Asadora da NHK.
  - Termina a 1.ª temporada de Sailor Moon Crystal na Tokyo MX.
- 29 de setembro — Termina a 5.ª temporada do Nogibingo! na Nippon Television.

#### Outubro
- 3 de outubro — Estreia a 3.ª temporada do AKB48 Show! na NHK BS Premium, com o episódio especial de 2.º aniversário.
- 4 de outubro — Estreia Kamen Rider Ghost na TV Asahi.
- 5 de Outubro
  - Estreia One-Punch Man na TV Tokyo
  - Começa a reexibição da 1.ª temporada de Sailor Moon Crystal na Tokyo MX.
- 17 de outubro — Termina The Idolmaster Cinderella Girls na Tokyo MX. O último episódio da série, em OVA, será lançado em 25 de Fevereiro de 2016.
- 26 de Outubro — Termina a 5.ª temporada de Majisuka Gakuen na Hulu.
- 31 de outubro
  - A Nippon Television transmite o Nittele Halloween Party diretamente do Nippon Budokan, com as participações de AKB48 e Kyary Pamyu Pamyu.
  - Termina Idoling!!! na Fuji TV ONE, com episódio especial de 2 horas de duração.

#### Novembro
- 15 de Novembro - Começa a exibição do Animelo Summer Live 2015 - The Gate na NHK BS Premium. -
- 22 de Novembro - Estreia Digimon Adventure tri. com o episódio "Reunião", na Crunchyroll.
- 28 de Novembro - A Nippon Television exibe Majisuka Gakuen 0 Kisarazu Rantouhen.

#### Dezembro
- 2 de Dezembro - A Fuji Television exibe o primeiro dia do 2015 FNS Music Festival.
- 5 de dezembro - A NHK BS Premium transmite o Music Japan especial comemorando os 15 anos de carreira de Nana Mizuki.
- 13 de dezembro — Termina Hana Moyu na NHK, com 50 episódios.
- 16 de Dezembro - A Fuji Television exibe o segundo dia do 2015 FNS Music Festival.
- 19 de Dezembro - Vai ao ar o especial de fim de ano de One Piece na Fuji Television.
- 20 de Dezembro
  - Termina a exibição do Animelo Summer Live 2015 - The Gate na NHK BS Premium.
  - Termina One-Punch Man na TV Tokyo
- 25 de dezembro — A TV Asahi exibe o Music Station Super Live 2015.
- 26 de dezembro — Termina a 7.ª temporada de Fairy Tail na TV Tokyo.
- 30 de dezembro — A TBS transmite o Japan Record Awards 2015.
- 31 de dezembro
  - A NHK exibe o 66.º Kouhaku Utagassen e Old Year, New Year 2015/2016.
  - A Fuji Television transmite o Johnny's Countdown Live 2015/2016 com a apresentação do Arashi.

#### A ser anunciado
- Estreia Bikini Warriors

## Portugal

### Programas

#### Janeiro
- 1 de janeiro
  - Estreia a 7.ª temporada de Sargento Keroro no Biggs.[110]
  - Estreia a 2.ª temporada de Kochikame - A Louca Academia de Polícia no Biggs.[110]
  - Estreia o restante de Jewelpet Sparkling Deco no Canal Panda, com previsão de 26 episódios.
  - Estreia Ella, a Elefanta no Canal Panda.[110]
  - Estreia a 2.ª temporada de Pac-Man e as Aventuras Fantasmagóricas na SIC K.[110]
  - Estreia o 38.º Festival de Monte Carlo na SIC K.[110]
  - Estreia os programas nacionais Factor K Kids e Factor K Teen na SIC K.[110]
- 2 de janeiro
  - Estreia o filme Alvin e os Esquilos na SIC K.[110]
  - Estreia a 2.ª temporada de Liv e Maddie no Disney Channel.[110]
- 3 de janeiro
  - Estreia a 3.ª temporada de One Piece no Biggs, com previsão de 70 episódios.[111]
  - Estreia novos episódios da série 1001 Noites no Canal Panda.[110]
  - Estreia Dino Dan no Canal Panda.[110]
  - Estreia o especial Os Incríveis Amigos de Gumball da série O Incrível Mundo de Gumball no Cartoon Network.[110]
  - Estreia o especial Clube da Torrada da série Titio Avô no Cartoon Network.[110]
  - Estreia Star Wars Rebels – Faísca de Rebelião no Disney Channel.[110]
  - Estreia a 2.ª temporada de Gravity Falls no Disney Channel.[110]
  - Estreia Galáxia Wander no Disney Channel.[110]
  - Estreia novos episódios de Calimero no Disney Junior.[110]
- 4 de janeiro
  - Estreia o filme O Diário da Barbie na SIC K.[110]
- 5 de janeiro
  - Reestreia Dragon Ball na SIC K.[110]
- 6 de janeiro
  - Estreia o especial Rei do Gelo da série Hora de Aventuras no Cartoon Network.[110]
  - Estreia Henry Danger no Nickelodeon.
- 7 de janeiro
  - Estreia Zou no Disney Junior.[110]
- 9 de janeiro
  - Reestreia a 6.ª temporada de Naruto na SIC K.[110]
- 10 de janeiro
  - Estreia Violetta na SIC.[112]
  - Estreia a 2.ª temporada de Randy Cunningham - Ninja Total no Disney Channel.[110]
- 12 de janeiro
  - Estreia o especial O Patograma da série Breadwinners no Nickelodeon.[110]
- 15 de janeiro
  - Estreia novos episódios da 6.ª temporada de Clube Winx no Canal Panda.[110]
- 17 de janeiro
  - Estreia Stella no Biggs.[110]
- 19 de janeiro
  - Estreia Batman do Futuro no Biggs.[110]
  - Estreia Dr. Dimensional no Cartoon Network.[110]
- 24 de janeiro
  - Estreia Riley e o Mundo no Disney Channel.[110]
- 26 de janeiro
  - Estreia Nicky, Ricky, Dicky & Dawn no Nickelodeon.[110]

#### Fevereiro
- 1 de fevereiro
  - Estreia The Looney Tunes Show no Biggs.[113]
  - Estreia novos episódios de Tree Fu Tom no Canal Panda.[113]
  - Estreia novos episódios de Missão: Ao Resgate da Selva no Canal Panda.[113]
- 2 de fevereiro
  - Estreia novos episódios de Missão: Ao Resgate da Selva no Canal Panda.[113]
  - Estreia a 4.ª temporada de My Little Pony: A Amizade é Mágica no Canal Panda.[113]
  - Estreia o último episódio da 6.ª temporada de Clube Winx no Canal Panda.[113]
  - Estreia a 3.ª temporada de As Tartarugas Ninja.[114]
- 7 de fevereiro
  - Estreia novos episódios de Hora de Aventuras.[114]
- 8 de fevereiro
  - Estreia o filme Barbie Mariposa na SIC K.[113]
- 9 de fevereiro
  - Reestreia Henry, O Monstro Feliz no Disney Junior.[113]
- 12 de fevereiro
  - Estreia o último episódio da 2.ª temporada de Violetta no Disney Channel.[113]
- 13 de fevereiro
  - Estreia o filme Hotel Transylvania na SIC K.[113]
  - Estreia o último episódio da 3.ª temporada de Austin & Ally no Disney Channel.[113]
- 14 de fevereiro
  - Estreia Sammy & Co no Canal Panda.[113]
  - Estreia o filme O Fantástico Homem Aranha 2: O Poder de Electro na SIC K.[113]
  - Estreia o filme Monster High: Freaky Fusion na SIC K.[113]
  - Estreia Lego Friends na SIC K.[113]
  - Estreia o filme O Rapaz Ideal no Disney Channel.[113]
- 16 de fevereiro
  - Reestreia Dragon Ball: A Lenda de Shenron no Biggs.[113]
  - Estreia o filme 101 Dálmatas 2 - A Aventura de Patch em Londres no Disney Junior.[113]
- 17 de fevereiro
  - Estreia One Piece: Especial Luffy no Biggs.[113]
  - Estreia Toy Story: Perdidos no Tempo no Disney Channel.[113]
- 18 de fevereiro
  - Reestreia Pokémon o Filme: Kyurem Contra a Espada da Justiça no Biggs.[113]
- 21 de fevereiro
  - Estreia Asas Para Que te Quero! na SIC K.[113]
- 27 de fevereiro
  - Estreia o filme Tarzan e Jane no Disney Channel.[113]
- 28 de fevereiro
  - Estreia A Casa do Mickey Mouse: A Aventura Pirata do Mickey no Disney Junior.[113]
  - Estreia Doraemon no Cartoon Network.[114]

#### Abril
- 3 de abril — Estreia Sailor Moon R - O Filme: A Promessa da Rosa no Biggs.

#### Maio
- 2 de maio — Estreia Sailor Moon Crystal no Biggs.[115][116]
- 18 de maio - Estreia Poderosas na SIC

#### Junho
- 13 de junho — Termina a primeira parte da 1.ª temporada de Sailor Moon Crystal no Biggs.
- 18 de junho - A apresentadora Tânia Ribas de Oliveira se despede do programa Agora Nós devido ao fim do programa, e também de sua gravidez.

#### Julho
- 2 de julho - Termina Há Tarde na RTP1.
- 3 de julho
  - Termina a 1.ª temporada do Agora Nós na RTP1.  O programa retorna em setembro, em novo horário.
  - A RTP1 transmite a homenagem ao jogador Eusébio, direto do Panteão Nacional.
- 4 de julho
  - Estreia a temporada 2015 do Verão Total na RTP1.
  - Estreia Tem um Minuto? na RTP1.

#### Setembro
- 21 de setembro
  - Estreia A Praça na RTP1. O programa volta a ser transmitido direto de Vila Nova de Gaia, região do Porto, de onde o programa estreou. O retorno do formato da Praça da Alegria com novo nome, coincide com o aniversário de 20 anos do programa.
  - Estreia a 2.ª temporada do Agora Nós na RTP1, agora em horário vespertino.

#### Outubro
- 12 de outubro - Estreia a 3.ª temporada de The Voice Portugal na RTP1.[117]

#### Novembro
- 15 de novembro - Estreia a segunda parte da 1.ª temporada de Sailor Moon Crystal no Biggs.

#### Dezembro
- 27 de dezembro - Termina a 1.ª temporada de Sailor Moon Crystal no Biggs.

#### A ser anunciado
- Estreia Inazuma Eleven Go! no Biggs.[118]
- Reestreia Nádia no Canal Panda.[118]
- Estreia Jewelpet Happiness no Canal Panda.[119]
- Termina Portugal em Festa na SIC.

## União Europeia

### Eventos

#### Maio
- 19, 21 e 23 de maio — As emissoras de TV da Europa (afiliadas a EBU) transmitem o Eurovision 2015 - Building Bridges, direto de Viena (Áustria).

## Por país
- 2015 na televisão brasileira